# Shingel

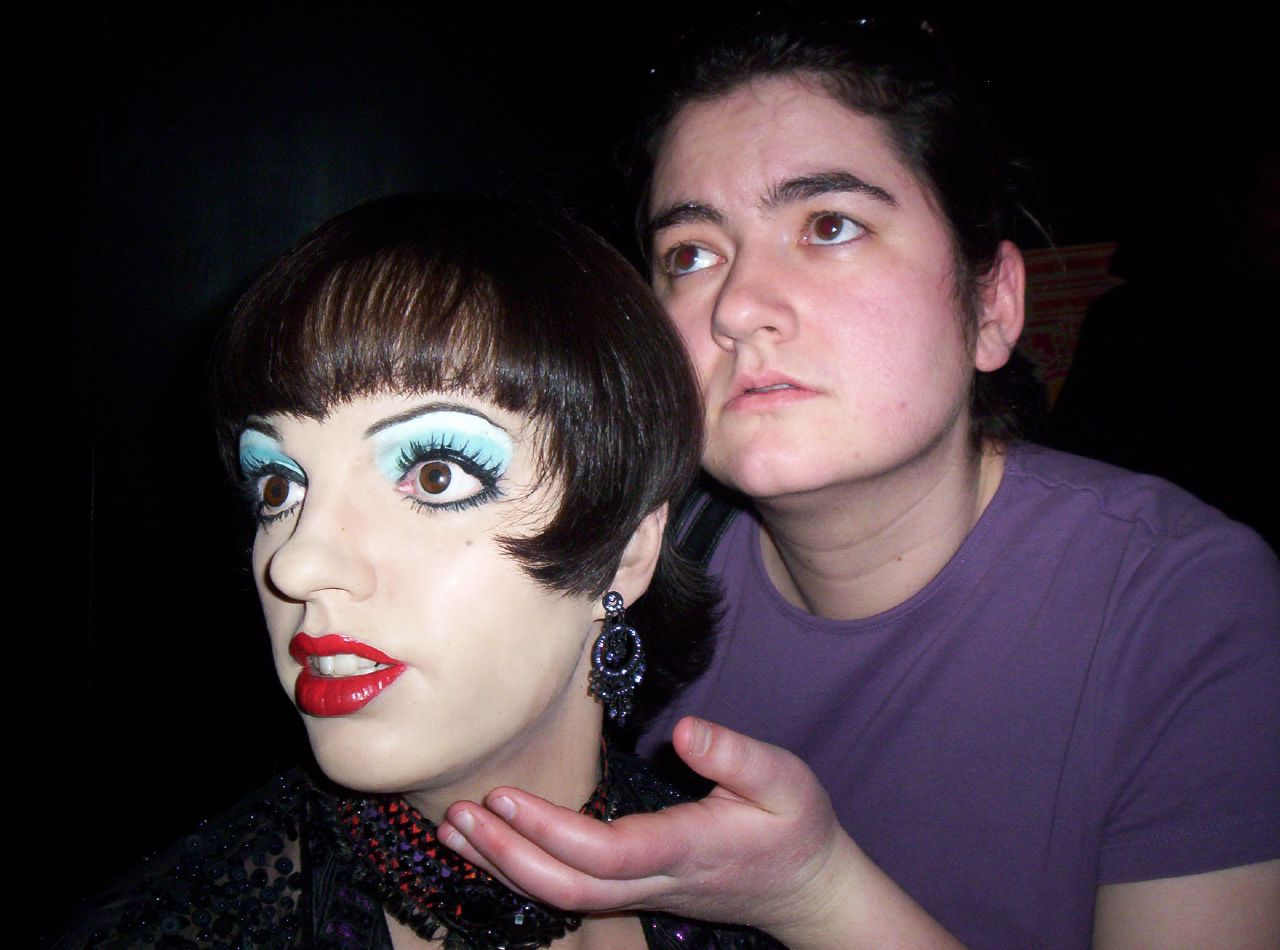
Exempel på shingel.

Shingel är en mycket kort uppklippt frisyr för kvinnor. Ordet kommer från engelskans shingle, som betyder takplattor eller takspån. Frisyren blev modern på 1920-talet och uppstod som en utveckling av den då populära och inte okontroversiella boben.
Shingel åstadkomms med hjälp av en sax som hålls över en kam. Detta är en teknik som också används i många klassiska herrfrisyrer, även om många av dagens frisörer föredrar att använda klippmaskin.